# 1–22 Woodside Terrace

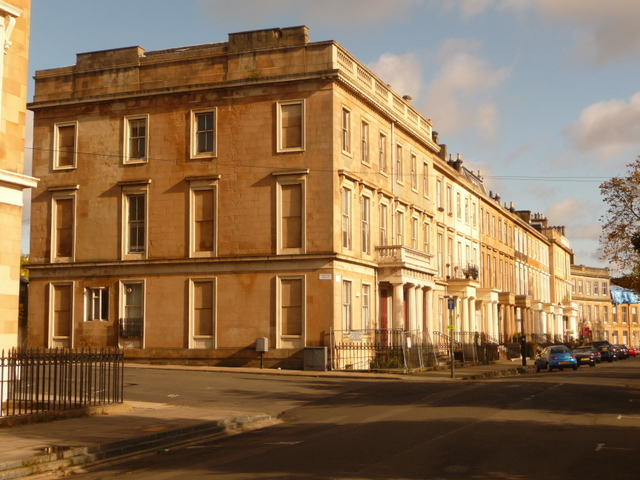
1–22 Woodside Terrace

Unter der Adresse 1–22 Woodside Terrace in der schottischen Stadt Glasgow befindet sich ein Ensemble von Wohngebäuden. 1970 wurde das Bauwerk als Einzeldenkmal in die schottischen Denkmallisten in der höchsten Denkmalkategorie A aufgenommen. Des Weiteren ist es Teil eines umfassenderen Denkmalensembles.

## Geschichte
Die Gebäude entstanden zwischen 1835 und 1842. Für den Entwurf zeichnet der schottische Architekt George Smith in Zusammenarbeit mit John Baird verantwortlich. 1878 wurden Umbaumaßnahmen durchgeführt. Die Gesamtkosten hierfür beliefen sich auf 7340 £.

## Beschreibung
Die klassizistische Gebäudezeile liegt am Ostrand des Kelvingrove Parks. Gegenüber liegt die Gebäudegruppe 1–28 Woodside Place, rechts 6–19 Woodside Crescent und links 1–12 Claremont Terrace. Das Ensemble gliedert sich in zwei Gruppen, welche durch die Straße Lynedoch Terrace getrennt sind. Die südexponierten Hauptfassaden sind drei Achsen weit. Die leicht hervortretenden äußeren Häuser sind zu sechs Achsen weiten Blöcken gepaart. Die über kurze Vortreppen zugänglichen Eingänge sind mit dorischen Säulen gestaltet. Die gepaarten Eingänge an den äußeren Häusern sind mit Triglyphenfries und aufsitzender Steinbalustrade gestaltet. Die pilastrierten Türen sind mit Seitenfenstern und Kämpferfenstern ausgestattet. Im ersten Obergeschoss bekrönen schlichte Gesimse auf Konsolen die Fenster. Darunter verläuft ein Fenstergesims.